# 劳动资料
劳动资料（英語：means of labor），也称劳动手段，是劳动过程中所运用的物质资料或物质条件。

## 概述
根据马克思主义政治经济学的定义，劳动资料是指人们在生产过程中用于改变或影响劳动对象的形状、性质、位置所需要的一切物质资料和物质条件。它包括设备、工具、容器、检验手段以及厂房、生产用房屋等设施。在劳动资料中，设备等生产工具起决定作用。有些物质资料在生产过程中的地位和作用不是固定不变的，有时作为劳动资料，有时作为劳动对象。劳动资料和劳动对象合称生产资料。

## 书籍
- Institute of Economics of the Academy of Sciences of the U.S.S.R. (1957). Political Economy: A Textbook. London: Lawrence and Wishart.
- Marx, Karl (1867 | 1967). Capital Vol. I. New York: International Publishers. Internet copy （页面存档备份，存于）.
- Sheptulin, A. P. (1978). Marxist-Leninist Philosophy. Moscow: Progress Publishers.